# 視疲勞
眼睛疲劳也称为视疲劳，是一种眼部疾病，它的症状並非特异性，僅僅出現諸如疲劳、眼睛周围疼痛、视力模糊、頭痛以及偶尔的复视等症狀。此類症状往往发生在长期使用电脑、数码设备、阅读或其他长时间用眼活动之后，这些症状大致归为外部和内部症状因素。
当人聚精會神用眼，例如持续盯住书本或电脑显示器時，睫状肌和眼外肌会紧张。这会导致眼球不适、酸痛或疼痛。闭上眼睛十分钟，每小时至少放松一次面部和颈部的肌肉通常可以缓解问题。

## 肌性眼疲劳
肌性眼疲劳，由隐斜、显斜、眼肌麻痹、集合功能异常等原因所致。